# Ефимовка (Липецкая область)
Ефимовка — деревня в Воловском районе Липецкой области России. Входит в состав Спасского сельсовета.

## География
Деревня находится в юго-западной части Липецкой области, в лесостепной зоне, в пределах восточных отрогов Среднерусской возвышенности, на левом берегу реки Дубавчик (приток реки Олым), на расстоянии примерно 10 километров (по прямой) к северо-востоку от села Волово, административного центра района. Абсолютная высота — 171 метр над уровнем моря.
Климат умеренно континентальный с теплым летом и умеренно морозной зимой.
Часовой пояс
Село Казаково, как и вся Липецкая область, находится в часовой зоне МСК (московское время). Смещение применяемого времени относительно UTC составляет +3:00.

## Население
| 2010 | 2012 |
| ---- | ---- |
| 117  | ↗167 |

Гендерный состав
По данным Всероссийской переписи населения 2010 года в гендерной структуре населения мужчины составляли 47,9 %, женщины — соответственно 52,1 %.
Национальный состав
Согласно результатам переписи 2002 года, в национальной структуре населения русские составляли 94 % из 145 чел..

## Улицы
Уличная сеть деревни состоит из двух улиц (ул. Первомайская и ул. Садовая).